# Marie-Thérèse Pinto
Maria Teresa Francesca Josefa Pinto del Rio, plus connue en France sous le nom de Marie-Thérèse Pinto, née le 5 septembre 1894 à Santiago du Chili), et décédée le 4 avril 1980, dans le 14e arrondissement de Paris, est une sculptrice non-figurative chilienne.

## Biographie
Elle est l'arrière-petite-fille et la petite-fille de deux présidents du Chili, Francisco Antonio Pinto Díaz (1785-1858) et Aníbal Pinto Garmendia (1825-1884).
Elle passe sa jeunesse en Allemagne où son père a été ambassadeur et se marie très jeune avec un industriel italien du nom de Behring. Elle développe en Italie sa connaissance de l'art et, à l'exemple de Rebeca Matte Bello (1875-1929), amie de sa mère et première femme sculpteur du Chili, commence à sculpter. A Paris elle devient l'élève de Constantin Brancusi et d'Henry Laurens. En 1930 elle reçoit le Grand prix pour sa participation au pavillon du Chili à l'exposition ibérico-américaine de Séville.
Devenue veuve, Marie Thérése Pinto se remarie avec l'archéologue et diplomate français Gilbert Médioni. De 1940 à 1942, elle l'accompagne au Mexique où il seconde Jacques Soustelle et au Guatemala alors qu'il occupe le poste de délégué de la France Libre. Le couple se lie d'amitié avec Diego Rivera et publie en 1941 un livre sur sa collection d'art précolombien, ainsi qu'avec José Clemente Orozco. De 1944 à 1947, Gilbert Médioni est délégué du Gouvernement provisoire, puis envoyé extraordinaire et ministre plénipotentiaire avant de rejoindre, chargé de l'Amérique latine, le Quai d'Orsay. Il publie en 1950 Art maya du Mexique et du Guatémala et en 1952 L'art Tarasque du Mexique (préface d'Elie Faure).
À partir de 1935 Marie-Thérèse Pinto est reconnue en Europe, notamment grâce à son Hommage à Gabriela Mistral installé Place Salvador-Allende, appelée alors Place de Santiago-du-Chili, en face du Consulat général du Chili. En 1950 Marta Colvin lui consacre un article ainsi que Frank Elgar à l'occasion de son exposition à la galerie M.A.I. dirigée par Marcel Michaud, avec Étienne-Martin, François Stahly et Juana Muller (préface de Henri-Pierre Roché).
En 1951 Marie-Thérèse Pinto est sélectionnée auprès de quatre autres sculpteurs pour représenter la France à la première Biennale d'art moderne de São Paulo. Elle y expose Tête de femme (1949) et Le Sphinx (1950), en marbre rose de Milan, qui sont présentées l'année suivante au musée des Beaux-arts de Santiago.

## Expositions

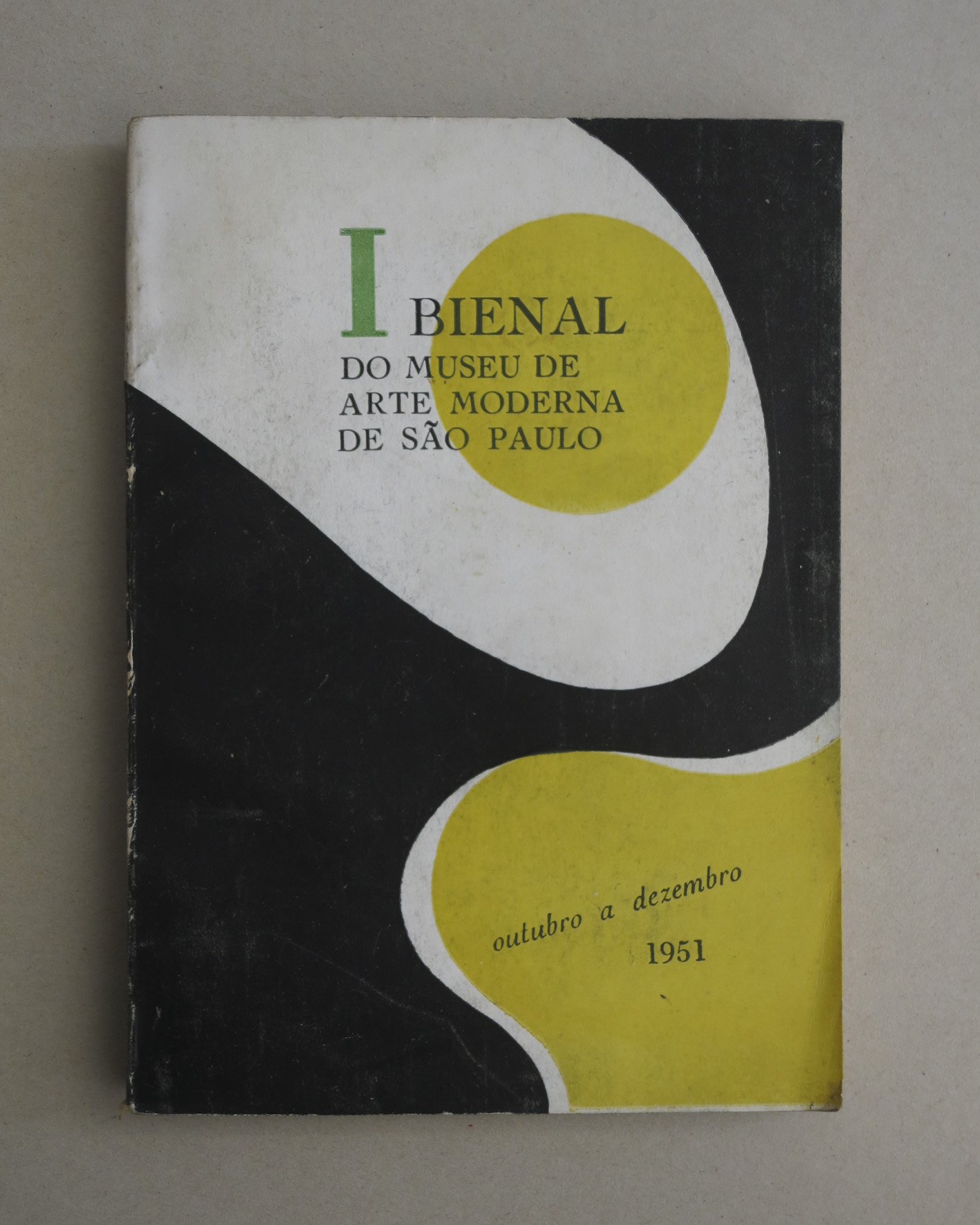
Catalogue de la 1re Biennale de São Paulo, 1951

- 1930 : Exposición Ibero-Americana, Pavillon du Chili, Séville, Espagne (catalogue).
- 1947 : Exposition internationale du surréalisme, galerie Maeght (catalogue)
- 1951 : I Bienal do Museu de Arte Moderna de Sao Paulo, Brésil (catalogue, p. 53).
- 1952 : Museo Nacional de Bellas Artes, Santiago, Chili (catalogue, p. 44-45) .
- 1955-1960 : Salon de la jeune sculpture, Paris.
- 1955 : Artistes d'aujourd'hui, évolution, Musée d'art moderne de la Ville de Paris.
- 1958 : Sculpture française contemporaine de l'École de Paris, Musée Rodin (catalogue, préface de Raymond Cogniat).
- 1962 : Antagonismes 2 : L’Objet, sous la direction de François Mathey & Yolande Amic, Paris, Musée des Arts Décoratifs.

## Musées
- Musée d'art moderne de la ville de Paris (Coloquio Austral, 1952, pierre de Chauvigny)
- Mairie d''Apt

## Ouvrage
- Art in Ancient Mexico, selected and photographed from the collection of Diego Rivera by Gilbert Médioni, Marie-Thérèse Pinto, New York, Oxford University Press, 1941.